# Fritz Klocke (Ingenieur)
Fritz Klocke (* 10. Oktober 1950 in Vlotho) ist ein deutscher Maschinenbauingenieur und Hochschullehrer. Von 1995 bis 2018 war Klocke Inhaber des Lehrstuhls für Technologie der Fertigungsverfahren, zudem war er Mitglied des Direktoriums des Werkzeugmaschinenlabors WZL der RWTH Aachen, Leiter des Fraunhofer-Instituts für Produktionstechnologie (IPT) und bis Ende 2021 Leiter der Fraunhofer Forschungsfertigung Batteriezelle FFB.

## Leben
Fritz Klocke studierte von 1970 bis 1976 Fertigungstechnik an der heutigen Technischen Hochschule Ostwestfalen-Lippe in Lemgo und an der Technischen Universität Berlin. Nach seinem Studium blieb er am Institut für Werkzeugmaschinen und Fertigungstechnik der TU Berlin und war dort zunächst bis 1981 als wissenschaftlicher Mitarbeiter und bis 1984 als Oberingenieur tätig. 1982 promovierte er zum Dr.-Ing. am Fachbereich Konstruktion und Fertigung der Technischen Universität Berlin.
Von 1984 bis 1994 war Klocke in der Industrie bei Ernst Winter & Sohn in Norderstedt bei Hamburg tätig. Dort arbeitete er als Assistent des Technischen Direktors und übernahm im Oktober 1984 die Leitung der Verfahrensüberwachung und ab September 1985 die Leitung der Mechanik.
1995 erfolgte die Berufung zum Universitätsprofessor für das Fach „Technologie der Fertigungsverfahren“ an der RWTH Aachen. Von 2001 bis 2002 war er Dekan der Fakultät für Maschinenwesen und von 2007 bis 2008 Präsident der Internationalen Akademie für Produktionstechnik (CIRP). Bis 2018 war er Mitglied des Direktoriums des Werkzeugmaschinenlabors WZL der RWTH Aachen und Leiter des Fraunhofer-Instituts für Produktionstechnologie IPT.
Am 10. Oktober 1985 wurde Klocke durch die Hochschulgruppe Fertigungstechnik die Otto-Kienzle-Gedenkmünze verliehen. 2010 erhielt er den Titel »Dr.-Ing. E.h.« von der Universität Hannover, 2009 wurde er Ehrendoktor der Aristoteles-Universität Thessaloniki und 2010 der Keiō-Universität in Tokio.
Die Fraunhofer-Medaille erhielt Klocke 2010 anlässlich seines 60. Geburtstages als Würdigung seiner Verdienste um die Fraunhofer-Gesellschaft. Ende 2012 wurde er in das College of Fellows der Society of Manufacturing Engineers (SME) berufen, die ihm 2014 in Detroit den Eli Whitney Productivity Award verlieh. Seit 2014 ist Fritz Klocke ebenso Fellow der RWTH Aachen. 2017 erhielt er die Fraunhofer-Münze der Fraunhofer-Gesellschaft.
Er ist mit Martina Klocke verheiratet, einer Professorin an der Fachhochschule Aachen.

## Schriften (Auswahl)
- Gewindeschleifen mit Bornitridschleifscheiben, München: Hanser 1982
- mit Wilfried König: Drehen, Fräsen, Bohren, (Fertigungsverfahren 1), 8. Auflage, Springer 2008 ISBN 978-3-540-23458-6
- mit Wilfried König: Schleifen, Honen, Läppen (Fertigungsverfahren 2), 4. Auflage, Springer 2005 ISBN 3-540-23496-9.
- mit Wilfried König: Abtragen, Generieren Lasermaterialbearbeitung (Fertigungsverfahren 3), 4. Auflage 2007 ISBN 978-3-540-23492-0
- Umformen, (Fertigungsverfahren 4), 4. Auflage, Springer 2006 ISBN 978-3-540-23650-4
- Gießen, Pulvermetallurgie, additive Manufacturing, VDI Verlag, 4. Auflage 2015 (Fertigungsverfahren Band 5, Hrsg. Wilfried König) ISBN 978-3-540-23453-1
- mit Wilfried König: Blechumformung (Fertigungsverfahren 5), 3. Auflage, Springer 1995 ISBN 978-3-540-23453-1
- Manufacturing Processes 4: Forming, Springer 2013 ISBN 978-3-642-36771-7
- Manufacturing Processes 2:  Grinding, honing, lapping, Springer 2009 ISBN 978-3-540-92258-2
- Herausgeber mit Günter Pritschow: Autonome Produktion, Springer 2004 ISBN 978-3-540-00518-6
- mit Uwe Heisel, Eckart Uhlmann, Günter Spur: Handbuch Spanen. 2. Auflage, Hanser, München 2014. ISBN 978-3-446-42826-3.